# دانيال كاريكو
دانيال كاريكو (بالإنجليزية: Daniel Carr)‏ (30 نوفمبر 1993 بلامبيث في المملكة المتحدة - ) هو لاعب كرة قدم بريطاني في مركز الهجوم. لعب مع إيستبورن بوروه وكامبريدج يونايتد وهدرسفيلد تاون ونادي مانسفيلد تاون ونادي وكينغ ونادي ألدرشوت تاون وداغنهام وريدبريدج وفليتوود تاون ودولويتش هاملت.

## وصلات خارجية
- دانيال كاريكو على موقع قاعدة بيانات كرة القدم.إي يو (الإنجليزية)
- دانيال كاريكو على موقع ناشيونال فوتبول تيمز (الإنجليزية)
- دانيال كاريكو على موقع Soccerbase.com (لاعب) (الإنجليزية)
- دانيال كاريكو على موقع Soccerway.com (الإنجليزية)
- دانيال كاريكو على موقع عالم كرة القدم.نت (الإنجليزية)